# Getakärrs kyrkoruin
Getakärrs kyrkoruin eller Gamleby kyrkoruin är ruinerna av kyrkan i den medeltida staden Getakärr, som var en föregångare till Varberg.

## Historik
Getakärrs kyrka är den äldsta kända kyrkobyggnaden i Varbergs församling. Troligen anlades den i slutet av 1200-talet. Den användes fram till år 1578, då kung Fredrik II befallde att invånarna i Getakärr skulle flytta till Ny Varberg. Omkring 20 år senare revs kyrkan och murstenarna kom att användas i bygget av Varbergs fästning under Kristian IV:s regeringstid. Därefter låg ruinerna av kyrkan gömda under en kulle, innan de åren 1937–1938 blev föremål för en arkeologisk utgrävning under Albert Sandklefs ledning.
Getakärrs kyrka var byggd i gråsten och dess murar var upp till två meter tjocka. Ursprungligen var den 18 meter lång, men på 1300-talet utökades den till dubbla längden. Koret var tresidigt. På 1400-talet tillkom en utbyggnad i norr, som tros ha fungerat som helgeandshus.
Vid de arkeologiska utgrävningarna fann man skelett av 300 personer, som blivit begravda under kyrkans golv. I gravarna fanns också ungefär 1 000 mynt av svensk och utländsk härkomst, som idag förvaras på Länsmuseet Varberg. Bland andra arkeologiska fynd fanns cuppan till en dopfunt, samt tre sigill, varav ett har tillhört Martini Bosön, den förste kände prästen i Varberg, och är försett med en bild av helgonet Katarina av Alexandria.
Axel Pedersen (Tott), som från 1415 var hövitsman på Varberg slott under största delen av sitt liv, dog 1447 och blev begravd i Gamleby kyrka. Hans son, Åke Axelsson (Tott) till Hjuleberg, som från 1441 var länsherre på Varberg slott, blev också begravd i Gamleby kyrka. 